# Kimi Goetz
Kimberly «Kimi» Goetz (13 augustus 1994, Flemington) is een Amerikaanse langebaanschaatsster en oud-shorttrackster. Haar coach is haar vriend en oud-sprinter Mitchell Whitmore.

## Persoonlijke records
| Afstand    | Tijd    | Datum            | Baan           |
| ---------- | ------- | ---------------- | -------------- |
| 500 meter  | 36,93   | 20 januari 2024  | Salt Lake City |
| 1000 meter | 1.12,65 | 21 januari 2024  | Salt Lake City |
| 1500 meter | 1.53,71 | 27 januari 2024  | Salt Lake City |
| 3000 meter | 4.16,09 | 30 december 2022 | Salt Lake City |
| 5000 meter | 7.47,12 | 4 november 2018  | Milwaukee      |

(laatst bijgewerkt: 21 februari 2024)

## Resultaten
| Jaar | WK Sprint                | WK Afstanden                               | Olympische Spelen |
| ---- | ------------------------ | ------------------------------------------ | ----------------- |
| 2019 | 17e (15e, 19e, 19e, 16e) | 15e 1000m 18e massastart                   |                   |
| 2020 | 11e (13e, 11e, 14e, 11e) | 5e 500m 5e 1000m 21e 1500m                 |                   |
|      |                          |                                            |                   |
| 2022 | 5e · (8e, , 11e, 4e)     |                                            | 18e 500m 7e 1000m |
| 2023 |                          | 8e 500m · 4e 1000m · 6e 1500m · teamsprint |                   |
| 2024 | 4e (8e, 4e, 8e, 4e)      | 500m · 5e 1000m · 7e 1500m                 |                   |

(#, #, #, #) = afstandspositie op sprinttoernooi (500m, 1000m, 500m, 1000m).